# Dirk Claes
Pour les articles homonymes, voir Claes.
Dirk Claes, né le 27 mai 1959 à Louvain est un homme politique belge flamand, membre du CD&V.
Il est assistant social et aubergiste.

## Fonctions politiques
- Depuis 1989 : conseiller communal à Rotselaar
- Depuis 1995 : bourgmestre de Rotselaar
- 2000-2003 : conseiller de la province du Brabant flamand
- 2003-2007 : membre de la Chambre des représentants
- 2007-2010 : sénateur coopté
- 2010-2014 : sénateur élu direct, en remplacement de Marianne Thyssen, députée européenne